# Fuchsia nigricans
Fuchsia nigricans är en dunörtsväxtart som beskrevs av Jean Jules Linden. Fuchsia nigricans ingår i släktet fuchsior, och familjen dunörtsväxter. Inga underarter finns listade i Catalogue of Life.